# Go with What You Know
Go With What You Know je páté a zatím poslední sólové studiové album amerického hard rockového kytaristy Dweezila Zappy, vydané v roce 2006 u Zappa Records.

## Seznam skladeb
Všechny skladby napsal(i) Dweezil Zappa, pokud není uvedeno jinak. 
| Pořadí | Název                  | Autor                          | Délka |
| ------ | ---------------------- | ------------------------------ | ----- |
| 1.     | Love Ride              |                                | 5:18  |
| 2.     | Noitpure               |                                | 1:36  |
| 3.     | Fighty Bitey           |                                | 2:35  |
| 4.     | Cc$                    | Dweezil Zappa, Blues Saraceno  | 3:47  |
| 5.     | Preludumus Maximus     |                                | 1:22  |
| 6.     | Rhythmatist            |                                | 4:13  |
| 7.     | Thunder Pimp           |                                | 3:39  |
| 8.     | All Roads Lead to Inca |                                | 6:19  |
| 9.     | Electrocoustic Matter  |                                | 4:29  |
| 10.    | The Grind              | Dweezil Zappa, T. J. Helmerich | 4:29  |
| 11.    | Peaches en Regalia     | Frank Zappa                    | 4:27  |
| 12.    | Chunga's Whiskers      |                                | 3:16  |
| 13.    | Audio Movie            |                                | 6:35  |